# Учка (село)
У́чка (рос. Учка) — село у складі Лузького району Кіровської області, Росія. Входить до складу Лальського міського поселення.
Населення становить 135 осіб (2010, 215 у 2002).
Національний склад станом на 2002 рік — росіяни 94 %.

## Історія
1773 року у селі Учецький Різдвяний Погост була збудована тепла дерев'яна церква Різдва Христового, пізніше — холодна дерев'яна церква пророка Іллі. Зараз церква має 2 поверхи і збудована з каміння. Верхній поверх присвячений Святому пророку Іллі, а нижній — Різдву Христовому в трапезі Святому великомученику Георгію. 1841 року у селі була відкрита церковно-парафіяльна школа. При церкві діяло Різдвяне кладовище. 1932 року церква була закрита, нижній поверх використовувався як колгоспна майстерня, верхній — як зерносховище, у нижній частині дзвіниці була олійня.